# Swissôtel The Stamford
Das Swissôtel The Stamford in der Innenstadt von Singapur ist mit einer Höhe von 226 Meter und 73 Stockwerken das höchste Hotel Südostasiens und eines der höchsten Hotels der Welt. Innerhalb Singapurs reiht es sich auf den 20. Rang der höchsten Gebäude. Das Hotel hat 1.263 Zimmer, mehr als alle anderen Hotels in Singapur und befindet sich über der City Hall MRT station im Raffles City Komplex, der wie das Hotel selbst größtenteils durch Ssangyong Engineering & Construction errichtet wurde.
Bei seiner Eröffnung 1986 trug es den Namen Westin Stamford und war das höchste Hotel der Welt. Im Jahr 2001 wurde es zusammen mit seinem Schwesterhotel Fairmont Singapur (früher Raffles The Plaza), welches sich im gleichen Komplex befindet, renoviert.
Seit einem Managementwechsel im  Jahr 2001 werden die ursprünglich von Starwood Hotels and Resorts verwalteten Hotels heute von Raffles International betrieben. Seit 2006 wurde die Servicezone im Untergrund des Hotels zu einer Shoppingmall mit heute rund 50 zusätzlichen Shops in Raffles City verwandelt, auch bekannt als Raffles Marketplace.
Die Food and Beverage Outlets vom Swissôtel The Stamford und Fairmont Singapur werden beide vom selben Management betrieben. Im Equinox Complex zwischen dem 69. und 71. Stockwerk befinden sich diverse Bars und Restaurants.
Das Swissôtel The Stamford hat auch Konferenzräume, in denen zum Beispiel die 117. IOC Session im Jahr 2005 durchgeführt wurde. Spätestens seit dem ersten Großen Preis von Singapur im September 2008 gehört das Hotel auch zur ersten Wahl für Formel-1-Teams vor und während des Grand Prix; das Hotel liegt direkt am Marina Bay Street Circuit. 
Seit 1987 findet im Swissôtel alljährlich der Vertical Marathon statt. Dabei gilt es, die 1.336 Treppenstufen bis in das 73. Stockwerk innerhalb kürzester Zeit zu bezwingen. Der Rekord aus dem Jahr 2008 liegt bei 6 Minuten 52 Sekunden.

## Bilder

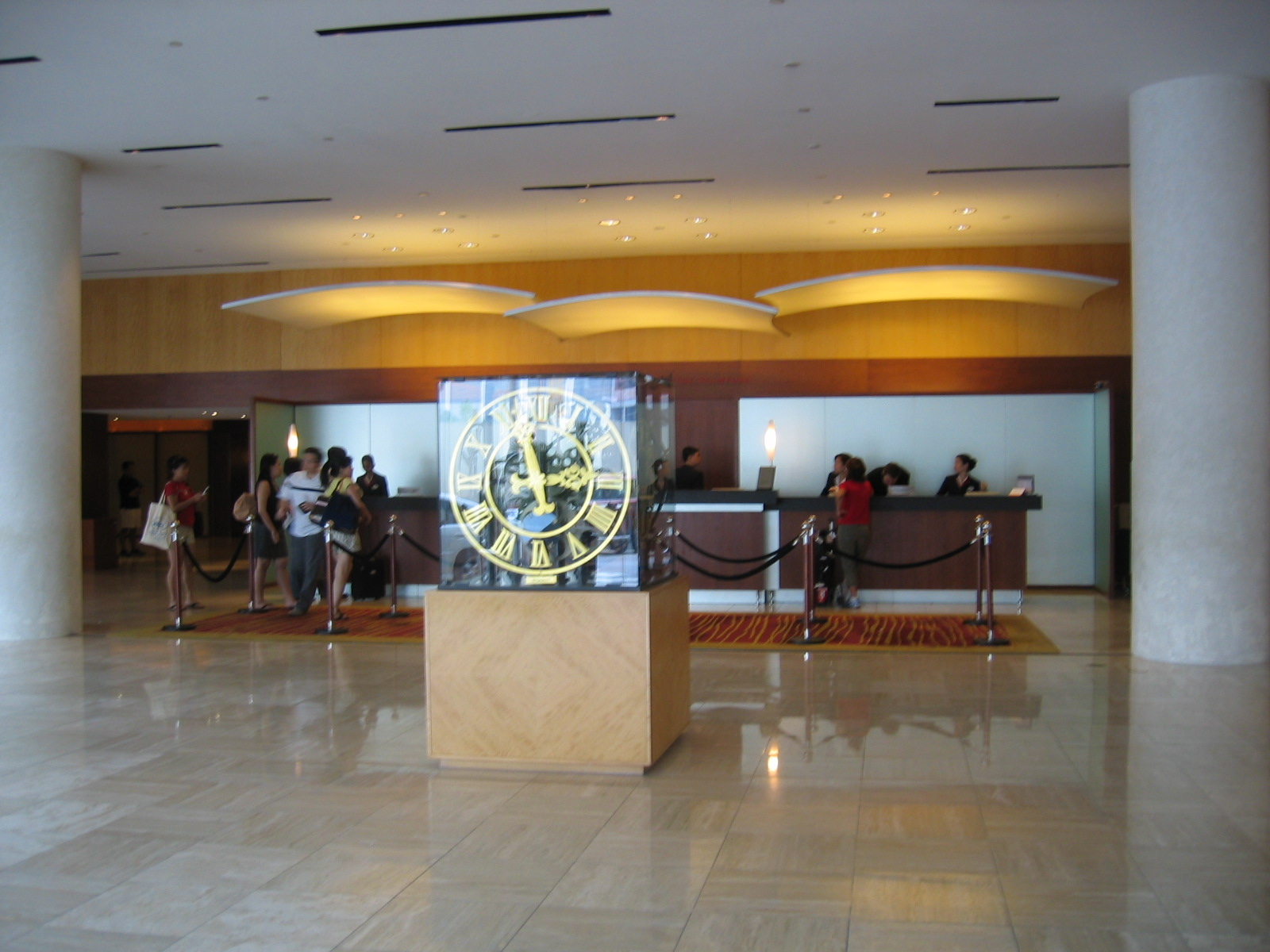
Lobby
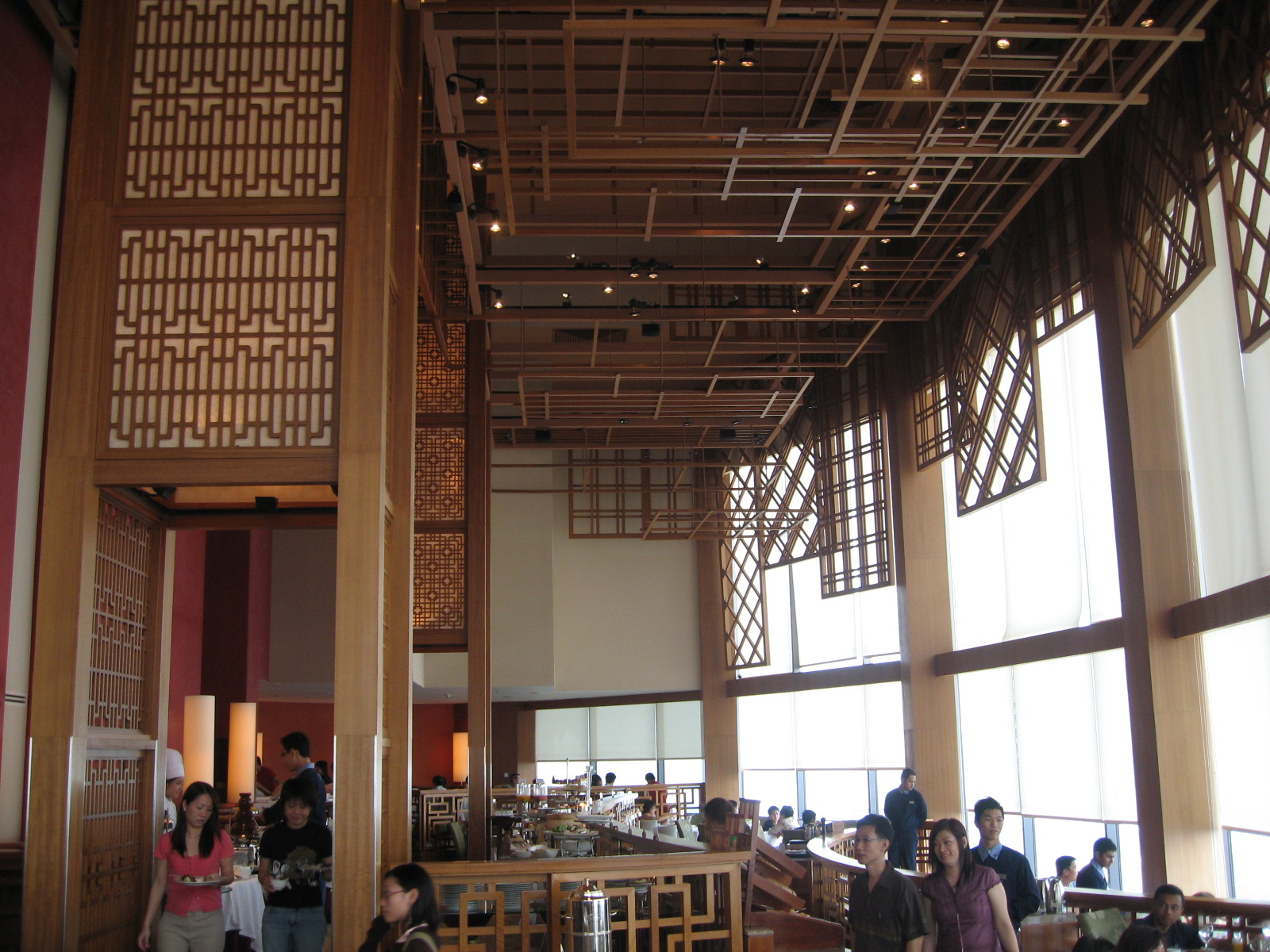
Equinox Complex
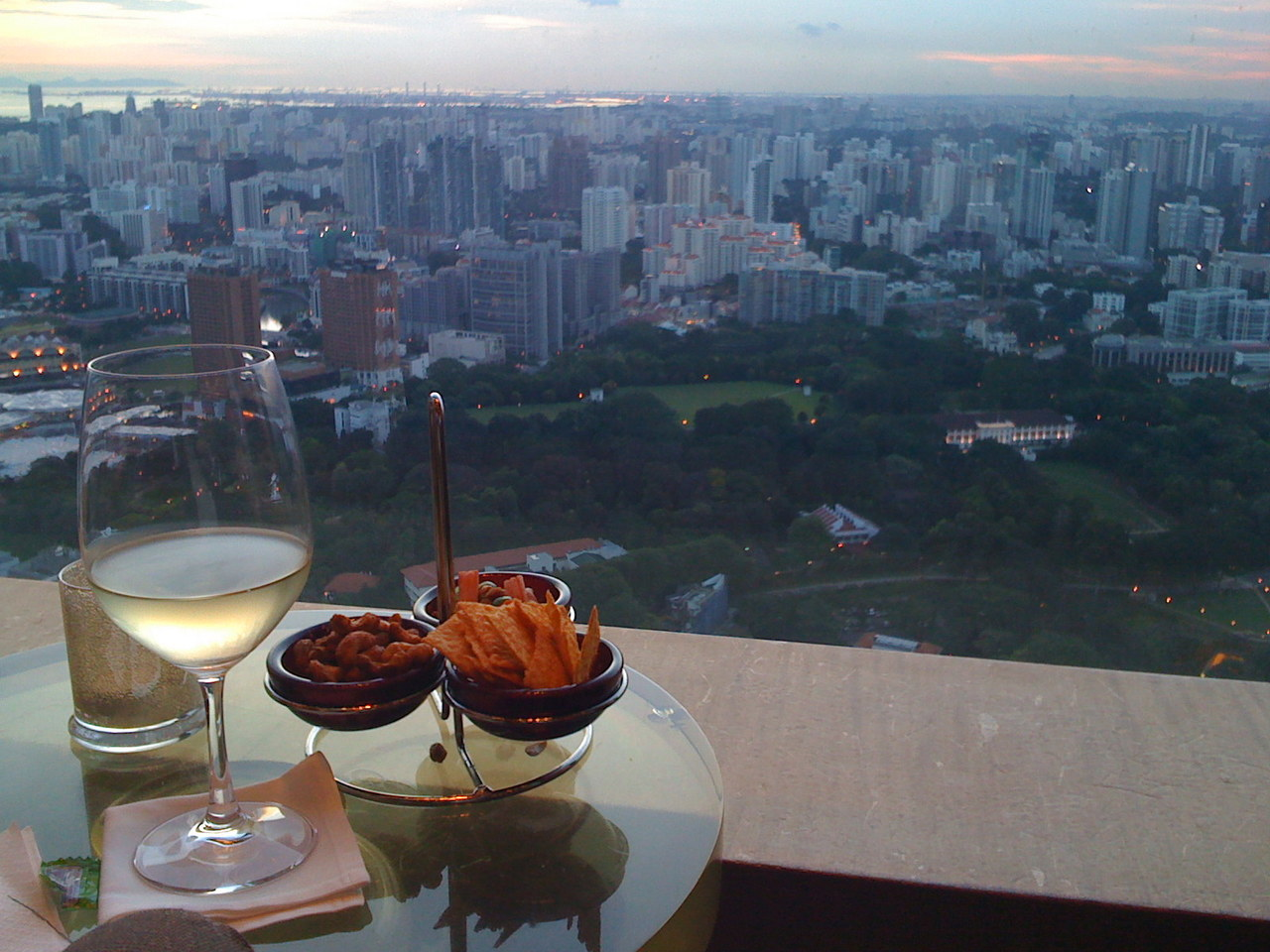
Aussicht vom 70. Stock auf die Skyline